# Stackarberget
Stackarberget är ett berg i Ludvika kommun öster om sjön Saxen i Saxdalen. Stackarbergets topp ligger 205 meter över havsytan och 50 meter över Saxens yta. Vandringsleden Saxenleden går över Stackarberget där det finns vindskydd och grillplats.